# Fort Nelson (Columbia Británica)
Fort Nelson es una comunidad al noreste de la Columbia Británica, en Canadá, dentro del municipio regional de Northern Rockies (NRRM). Mantuvo el estatus de ciudad  hasta el 6 de febrero de 2009, cuando se integró en el municipio regional NRRM, convirtiéndose en su centro administrativo. El NRRM es el primer municipio regional de la provincia.
La comunidad se extiende a lo largo del este de las Montañas Rocosas del norte de la región de Río de la Paz en la Autopista Alaska en Milla 300. La ciudad está aproximadamente a cuatro horas de paseo del centro urbano más cercano, Fort St. John, que podrían ampliarse a seis horas en condiciones de nevada en invierno.
Según el censo canadiense de 2016, la población era 3 366, con una caída del 5,5 % desde el censo de 2011. La media de hogares ha caído de 282 000 en 2014 a 103 000 en 2019. En un periodo de 5 años, el precio de las casas ha caído un 63,4 %.

## Historia
Fort Nelson, bautizado en honor al héroe naval británico Horatio Nelson, fue un territorio establecido por la Compañía del Noroeste en 1805 como correo comercial. Debido a fuegos, inundaciones y contiendas, Fort Nelson está en su quinta ubicación.

### Segunda Guerra Mundial
El aeropuerto de Fort Nelson era una ventaja valiosa para fuerzas militares aliadas en la Segunda Guerra Mundial, sirviendo como base aérea para las FF. AA. de los Estados Unidos y para de Canadá. Al contrario de la creencia popular, la construcción de la Autopista Alaska no comenzó en Dawson Creek, Fort Nelson era la Milla 0 originalmente en la Autopista Alaska debido a la existencia de una carretera anteriormente construida de Fort St. John a Fort Nelson. El Ejército de los Estados Unidos construyó el artefacto histórico más notable de la zona, la Autopista Alaska. La construcción empezó en 1942 para evitar que Alaska estuviese significativamente amenazada por una invasión japonesa. La construcción de la carretera fue realizada por más de 11 000 soldados de EE. UU. y duró aproximadamente nueve meses. De esta forma se agilizó el movimiento hasta Fort Nelson. Tras la rendición japonesa en 1945, el Ejército de EE. UU. cedió la porción canadiense de la carretera al gobierno canadiense, el cual  fue accesible al público en 1948.

### Posguerra mundial
A comienzos de 1950 los primeros cinco acres se vendieron a lugareños, lo que marcó el inicio de la comunidad como entidad separada del ejército. La exploración de gas y aceite a principios de 1950 en Fort Nelson hizo que el sector industrial aplicase las necesidades requeridas para dar el salto a una expansión que se materializaría en 1971. Aun así, debido a la caída del precio del aceite en 2014, muchas empresas cerraron y se fueron durante tiempo indefinido. Tras el cierre de la planta de gas natural BC Hydro, Fort Nelson experimentó cierto crecimiento. Se construyó un ferrocarril (BC Raíl) hasta Fort Nelson en 1971 que permitía transportar productos importantes de forma eficaz para la industria local (madera y combustible) a mercados más grandes del sur. El ferrocarril finalmente se abandonó debido a la carencia de uso a partir de 2010. Desde entonces no se han construido instalaciones para reemplazarlo.

## Geografía
Fort Nelson se extiende más allá de la confluencia de los ríos de Fort Nelson (el cual tomó el nombre de la comunidad), Muskwa y Río del Profeta. Toda la región del municipio de Northern Rockies, del cual Fort Nelson es la comunidad más grande, constituye el 10 % del total. Fort Nelson está rodeado de un sistema montañoso precioso perteneciente aparte de las Montañas Rocosas.

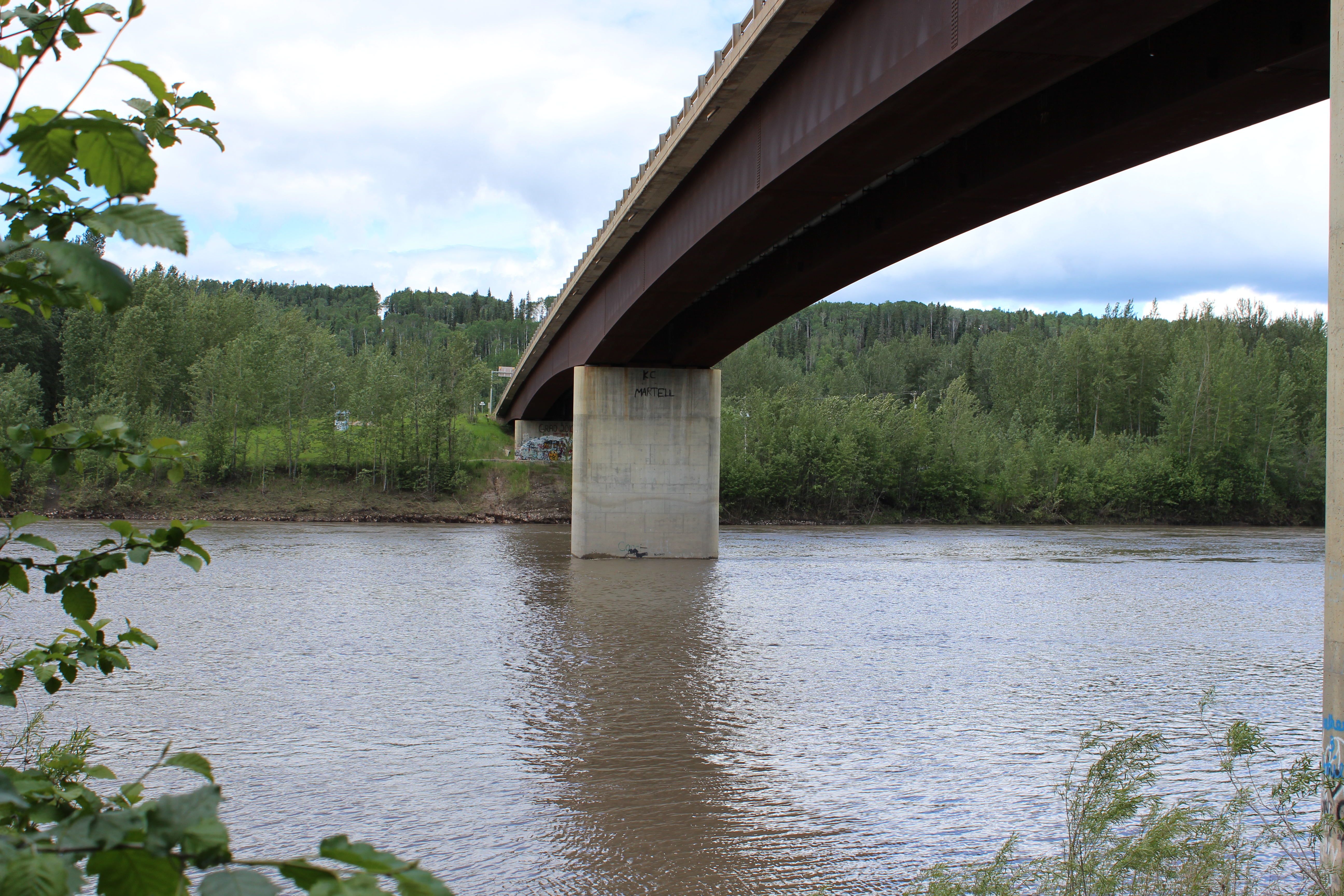
Río Muskwa.

### Fauna y flora
El municipio regional de Northern Rockies tiene una extensa variedad de fauna y flora que atrae a muchos turistas y cazadores de la región. La fauna y flora encontrada en la zona incluye animales como alces, osos negro, osos grises, renos, ciervos (de cola blanca y mula), ante, bisontes, ovejas, cabras montesas, lobos y muchos más. La región es hogar de varias especies de pájaros como el águila dorada, el águila calva y el búho cornudo grande.

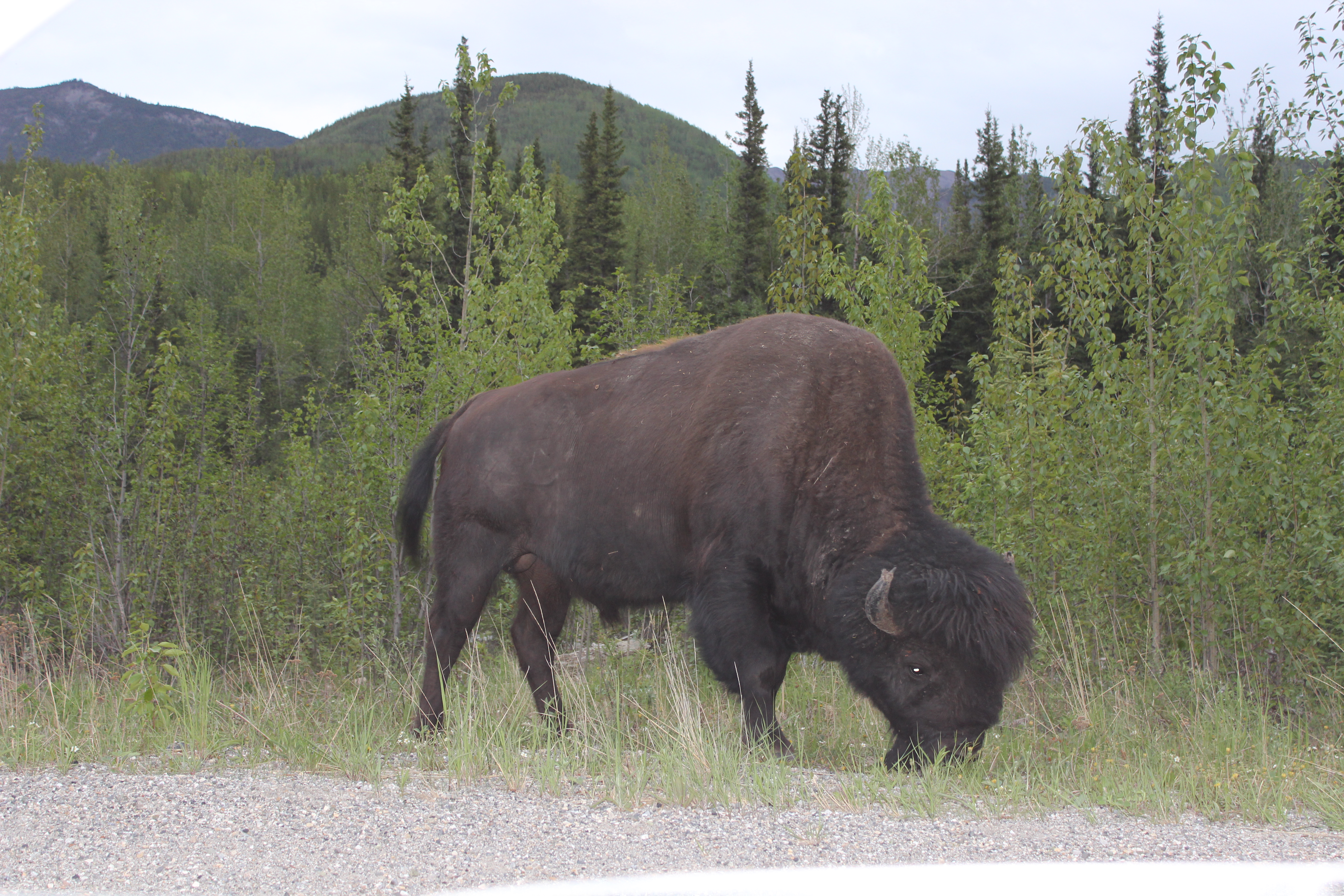
Bisonte en Northern Rockies.

### Clima
Fort Nelson tiene un clima entre subárctico (Köppen Dfc) y continental húmedo (Dfb). Los inviernos tienden a ser severamente fríos, con una profundidad de nieve mensual de 18 cm (7,1 plg), mientras que los veranos son tibios y ocasionalmente lluviosos.
| Parámetros climáticos promedio de Fort Nelson (1981-2010) | Parámetros climáticos promedio de Fort Nelson (1981-2010) | Parámetros climáticos promedio de Fort Nelson (1981-2010) | Parámetros climáticos promedio de Fort Nelson (1981-2010) | Parámetros climáticos promedio de Fort Nelson (1981-2010) | Parámetros climáticos promedio de Fort Nelson (1981-2010) | Parámetros climáticos promedio de Fort Nelson (1981-2010) | Parámetros climáticos promedio de Fort Nelson (1981-2010) | Parámetros climáticos promedio de Fort Nelson (1981-2010) | Parámetros climáticos promedio de Fort Nelson (1981-2010) | Parámetros climáticos promedio de Fort Nelson (1981-2010) | Parámetros climáticos promedio de Fort Nelson (1981-2010) | Parámetros climáticos promedio de Fort Nelson (1981-2010) | Parámetros climáticos promedio de Fort Nelson (1981-2010) |
| Mes                                                       | Ene.                                                      | Feb.                                                      | Mar.                                                      | Abr.                                                      | May.                                                      | Jun.                                                      | Jul.                                                      | Ago.                                                      | Sep.                                                      | Oct.                                                      | Nov.                                                      | Dic.                                                      | Anual                                                     |
| --------------------------------------------------------- | --------------------------------------------------------- | --------------------------------------------------------- | --------------------------------------------------------- | --------------------------------------------------------- | --------------------------------------------------------- | --------------------------------------------------------- | --------------------------------------------------------- | --------------------------------------------------------- | --------------------------------------------------------- | --------------------------------------------------------- | --------------------------------------------------------- | --------------------------------------------------------- | --------------------------------------------------------- |
| Temp. máx. abs. (°C)                                      | 13.9                                                      | 15.0                                                      | 17.8                                                      | 27.3                                                      | 32.1                                                      | 36.3                                                      | 36.7                                                      | 34.6                                                      | 32.8                                                      | 26.7                                                      | 18.3                                                      | 10.7                                                      | 36.7                                                      |
| Temp. máx. media (°C)                                     | -16.1                                                     | -9.5                                                      | -1.1                                                      | 9.6                                                       | 16.4                                                      | 21.5                                                      | 23.2                                                      | 21.4                                                      | 15.3                                                      | 5.2                                                       | -8.8                                                      | -14.6                                                     | 5.2                                                       |
| Temp. media (°C)                                          | -20.3                                                     | -15.2                                                     | -7.6                                                      | 3.0                                                       | 9.7                                                       | 15.1                                                      | 17.1                                                      | 15.1                                                      | 9.2                                                       | 0.5                                                       | -12.8                                                     | -18.7                                                     | -0.4                                                      |
| Temp. mín. media (°C)                                     | -24.6                                                     | -20.8                                                     | -14.2                                                     | -3.6                                                      | 3.0                                                       | 8.6                                                       | 10.9                                                      | 8.8                                                       | 3.1                                                       | -4.2                                                      | -16.7                                                     | -22.8                                                     | -6.0                                                      |
| Temp. mín. abs. (°C)                                      | -51.7                                                     | -48.3                                                     | -39.4                                                     | -34.4                                                     | -15.0                                                     | -1.1                                                      | 1.1                                                       | -4.5                                                      | -16.7                                                     | -28.6                                                     | -41.1                                                     | -47.8                                                     | -51.7                                                     |
| Precipitación total (mm)                                  | 21.5                                                      | 14.9                                                      | 18.8                                                      | 18.9                                                      | 49.0                                                      | 63.0                                                      | 78.4                                                      | 71.3                                                      | 40.2                                                      | 32.6                                                      | 25.6                                                      | 18.0                                                      | 452.1                                                     |
| Lluvias (mm)                                              | 0.3                                                       | 0.1                                                       | 0.3                                                       | 7.4                                                       | 42.4                                                      | 62.9                                                      | 78.4                                                      | 70.7                                                      | 37.4                                                      | 12.1                                                      | 0.7                                                       | 0.2                                                       | 312.6                                                     |
| Nevadas (cm)                                              | 28.6                                                      | 22.4                                                      | 27.2                                                      | 15.7                                                      | 7.5                                                       | 0.1                                                       | 0.0                                                       | 0.6                                                       | 3.4                                                       | 23.3                                                      | 35.3                                                      | 26.8                                                      | 190.8                                                     |
| Días de precipitaciones (≥ 0.2 mm)                        | 10.5                                                      | 8.7                                                       | 8.9                                                       | 6.4                                                       | 10.3                                                      | 12.9                                                      | 14.6                                                      | 12.7                                                      | 10.7                                                      | 10.3                                                      | 11.1                                                      | 9.8                                                       | 126.9                                                     |
| Días de lluvias (≥ 0.2 mm)                                | 0.3                                                       | 0.1                                                       | 0.4                                                       | 2.8                                                       | 9.5                                                       | 12.9                                                      | 14.6                                                      | 12.7                                                      | 10.1                                                      | 5.0                                                       | 0.5                                                       | 0.3                                                       | 69.2                                                      |
| Días de nevadas (≥ 0.2 cm)                                | 11.2                                                      | 9.5                                                       | 9.3                                                       | 4.4                                                       | 1.9                                                       | 0.0                                                       | 0.0                                                       | 0.2                                                       | 1.2                                                       | 6.8                                                       | 11.8                                                      | 10.6                                                      | 66.7                                                      |
| Horas de sol                                              | 64.3                                                      | 99.4                                                      | 166.3                                                     | 236.4                                                     | 267.3                                                     | 285.2                                                     | 273.7                                                     | 258.2                                                     | 170.6                                                     | 97.6                                                      | 60.4                                                      | 48.3                                                      | 2027.7                                                    |
| Humedad relativa (%)                                      | 71.3                                                      | 63.6                                                      | 50.8                                                      | 41.3                                                      | 42.0                                                      | 45.2                                                      | 50.5                                                      | 51.6                                                      | 53.8                                                      | 66.3                                                      | 77.9                                                      | 75.2                                                      | 57.5                                                      |
| Fuente:                                                   |                                                           |                                                           |                                                           |                                                           |                                                           |                                                           |                                                           |                                                           |                                                           |                                                           |                                                           |                                                           |                                                           |

## Demografía
En el censo canadiense de 2016, Fort Nelson tuvo una población de 3 336 en 1 424 de sus 1 682 hogares, un -5,5 % respecto a 2011, donde había 3 561. Con una extensión de 4,68 km² (1.81 millas cuadradas), y una densidad de población de 721,8 hab./km² (1 846,2 hab./milla cuadrada) en 2016.

### Turismo
El turismo es un sector económico importante en Fort Nelson. Aproximadamente 300 000 turistas, entre viajeros que se dirigen o vienen de Alaska, visitan Fort Nelson cada año. Además el municipio regional de Northern Rockies tiene varias atracciones turísticas que destacan a nivel mundial como la Autopista Alaska. Además hay actividades recreativas como caza, pesca, motonieve, trineo, observación de aves y senderismo. Debido a la pandemia del coronavirus, el festival de Northern Lights luchó para atraer turistas a la región en 2020.

## Atracciones
- En Fort Nelson

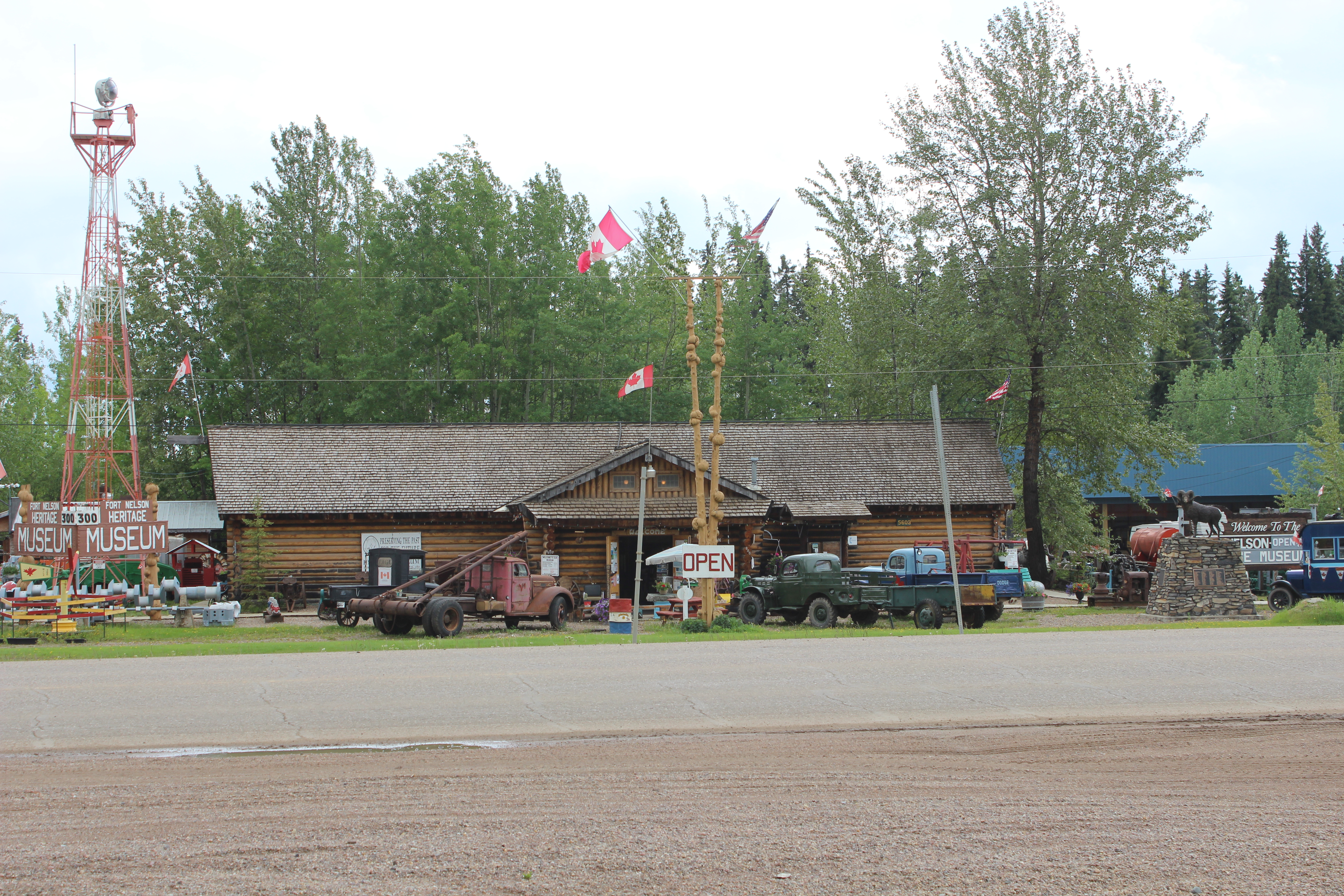
Museo del patrimonio de Fort Nelson en la Autopista Alaska.

  - Museo del patrimonio de Fort Nelson[17]
  - Cerros de chopo Golf Club[18]
  - El teatro de Phoenix[19]
  - Centro recreativo de Northern Rockies[20][21]
  - El Festival de Northern Lights incluye:[22]
    - Carreras de trineos tirado por perro
    - Juegos de los dene
    - Trampas de Northern Lights

  - Espectáculo del comercio (mayo)[23]
  - Piragüismo en descenso del río Fort Nelson
- En Northern Rockies
  - Parque provincial de las Montañas Rocosas
  - Descensos del río Smith (parque provincial Fort Halkett)
  - Lago Wokkpash y el zona de recreo Wokkpash
  - Lago Muncho (de color azul verdoso, debido a la harina glacial)
  - Rafting en el río Liard